# Christian Awe
Christian Awe (* 1978 in Berlin-Lichtenberg) ist ein deutscher Streetart-Künstler und Maler.

## Leben

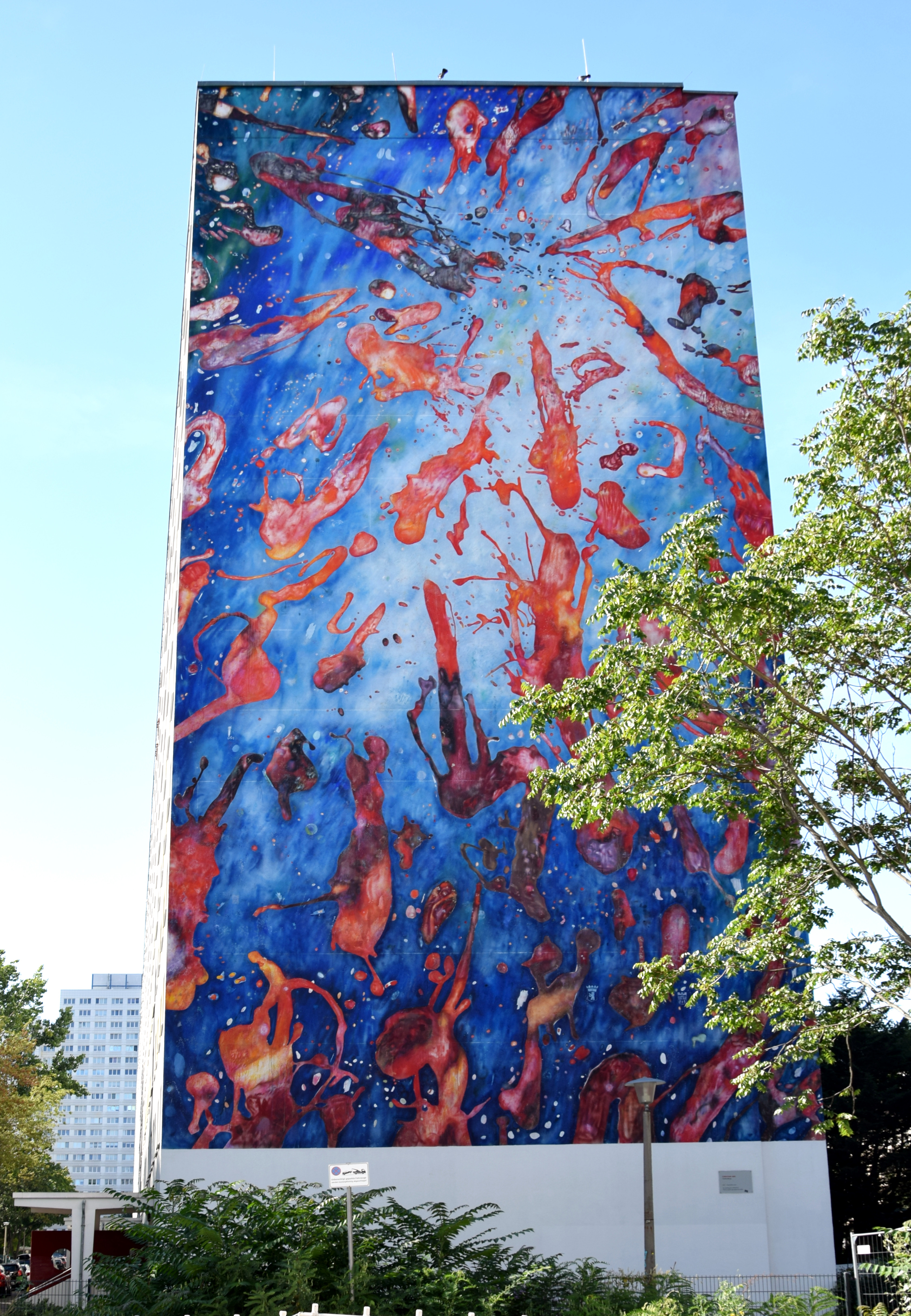
Mural "Lichtenberg" von Christian Awe an der Frankfurter Allee 192 in Berlin

Christian Awe sprühte nach dem Fall der Berliner Mauer ab seinem 12. Lebensjahr Graffiti in Berlin. Er studierte an der Universität der Künste Berlin, wo er bis 2005 Schüler von Georg Baselitz und 2006 Meisterschüler von Daniel Richter war. 2011 besuchte er als Artist in Residence die Princeton University, Princeton (New Jersey), wo er als Urban Artist Studenten unterrichtete. Seit 2012 ist er Vorstandsmitglied und Mentor im Projekt The Young Mesopotamians des College of Fine Arts der Universität Bagdad. Seit 2013 ist er Mitglied des Vorstands des nicht-kommerziellen Marma Berlin Projects, das jedes Jahr vier Künstlern die Möglichkeit zu einem dreimonatigen Arbeitsaufenthalt in Berlin gibt.
Awe gewann 2012 einen europaweiten Ausschreibungswettbewerb der Wohnungsbaugesellschaft Howoge zur künstlerischen Gestaltung einer 500 Quadratmeter großen Giebelwand des Plattenbaus Frankfurter Allee 192, gegenüber der einstigen Stasi-Zentrale in Lichtenberg. 2015 versah er das Bürohaus Hauptstraße 117 in Berlin-Schöneberg mit einem 162 Quadratmeter großen Fassadenbild mit dem Titel „Adanzé“, was in vielen westafrikanischen Sprachen „ein herzlichstes Willkommen“ bedeutet.
Seine Arbeit wurde als Synthese von Streetart und Abstraktem Expressionismus beschrieben. Seine komplexen Werke können aus bis zu fünfzehn verschiedenen übereinander liegenden Farbschichten bestehen. Er betreibt ein Atelier in Berlin-Lichtenberg.

## Werke (Auswahl)
- Sonnenbad, 2004
- I’m all over it, 2012
- Choosing the way, 2012
- Invincible, 2012
- The Way You Make Me Feel, 2012
- Wishing on a star, 2013
- get lucky, 2013
- Celebrate, 2013
- Reflect, 2013
- Don’t Hurry Love, 2015
- Astarte, 2016
- dilucide, 2016
- liqa, 2016
- su, 2016
- force, 2016
- Spring, 2016
- light blessed water, 2017
- D’une étoile l’autre, 2018
- dancing lines, 2018
- Feuerwasser (eruptive), 2018
- jacuzzi, 2018
- nuages colorées, 2018
- up in the air, 2018
- can sea it, 2018

## Ausstellungen (Auswahl)
- „Abstrakte Welten“ – Sam Francis, Christian Awe. Berlin, 2009[8]
- Christian Awe – Tanja Rochelmeyer. Berlin, 2012[9]
- Christian Awe „Resurrecting Color“. Berlin, 2012[10]
- Einzelausstellung in der Alten Oberpostdirektion in Hamburg (organisiert von Jenny Falckenberg), Mai 2013[11]
- Galerie Ludorff, Düsseldorf, 2014, 2016[12]
- Christian Awe – „Amour Fou“. Düsseldorf, 2014[13]
- Einzelausstellung „Beyond the Palettes“. Sezon Art Gallery, Tokio, 2016.[14]
- „En vie“, art@sanofi, Berlin, 2016[15]
- „Wazzer“, Volksbank Gallery, Weinheim, 2016[15]
- „fluid“, Kunstverein, Duisburg, 2016[15]
- „Jeux d’eau“, Galerie Supper, Baden-Baden, 2017[15]
- „Influx“, Galerie Ostendorff, Münster, 2017[15]
- Einzelausstellung chusho 抽象, Anteroom, Kyoto, 2019
- Art Dubai, Galerie Tore Suessbier, 2019
- Art Cologne, Galerie Ludorff, 2019
- Gallery Weekend, Berlin 2019[16]
- „tRaNsMuTeD“, Rasselmania e.V., Hildesheim, 2023[17]
- „Farbtanz - visible energy“, Kunsthaus Artes, Berlin, 2025[18]

## Veröffentlichungen
- Fountain of Color. Kalender 2017. Athesia-Verlag, ISBN 978-3-8400-6951-2.
- Fluid. Kalender 2018. Athesia-Verlag, ISBN 978-3-8400-7243-7.
- Amour Fou. Galerie Ludorff, Düsseldorf 2014, ISBN 978-3-942248-19-8.
- LIQA. Galerie Ludorff, Düsseldorf 2016, ISBN 978-3-942248-29-7.

## Verschiedenes
2005 war Awe deutscher Meister im Streetball.
Das Video zum Titel Meer aus Farben der Berliner Band Berge zeigte 2012 in einigen Sequenzen den Künstler Awe bei der Arbeit im Atelier.